# Heeresmusikkorps Ulm
Das Heeresmusikkorps Ulm (HMusKorps Ulm), bis 18. September 2013 Heeresmusikkorps 10 (HMusKorps 10) mit Standort Ulm ist eines von sechs Truppenmusikkorps der Bundeswehr in Heeresuniform. Im Zuge der Neuausrichtung der Bundeswehr wurde das Heeresmusikkorps 10 dem Streitkräfteamt unterstellt und ist somit Teil der Streitkräftebasis. Der Militärmusikdienst der Bundeswehr verfügt insgesamt über 15 Musikkorps. Musikkorps der Bundeswehr dienen der Truppenbetreuung, umrahmen militärische Zeremonielle sowie Veranstaltungen, geben Wohltätigkeitskonzerte und repräsentieren sowohl die Bundeswehr als auch die Bundesrepublik Deutschland im In- und Ausland.

## Geschichte
Das Musikkorps wurde am 1. Oktober 1956 in Ellwangen/Jagst aufgestellt und der 10. Panzerdivision (Löwendivision) in Sigmaringen, einem überwiegend in Bayern und Baden-Württemberg stationierten Großverband des Heeres, unterstellt. Seinen Einsatzort hat das Korps vom Bodensee bis Franken, in west-östlicher Ausdehnung vom Breisgau bis an den Bayerischen Wald. Hauptaufgabe des Musikkorps sind die militärischen Protokolle und Empfänge für militärische und zivile Persönlichkeiten aller Nationen. Daneben werden Wohltätigkeitskonzerte und Gemeinschaftskonzerte mit in- und ausländischen Musikkorps abgehalten.
Aus der Zeit der Zugehörigkeit zur 10. Panzerdivision rührt die bis heute bestehende Ausstattung der Korpsangehörigen mit dem schwarzen Barett der Panzertruppen.
Im Jahre 1972 wirkte das Heeresmusikkorps 10 bei den Olympischen Spielen in München mit, es spielte in der Eröffnungsfeier sowie bei zahlreichen Siegerehrungen die Nationalhymnen und musikalische Unterhaltung. Die 50 Musiker haben als sinfonisches Blasorchester, in der sogenannten Egerländer-Besetzung oder als Kammermusikbesetzung mehrere Rundfunkaufnahmen, Beteiligungen an Fernsehproduktionen und zahlreiche Auslandsaufenthalte vorzuweisen.
2008 war das Musikkorps Vertreter des deutschen Militärmusikdienstes bei der größten Musikshow Royal Nova Scotia International Tattoo in Halifax, Kanada. Am 18. Januar 2012 hat Hauptmann Matthias Prock als elfter Leiter die Stabführung von Oberstleutnant Christian Weiper, der zur Big Band der Bundeswehr wechselte, übernommen.

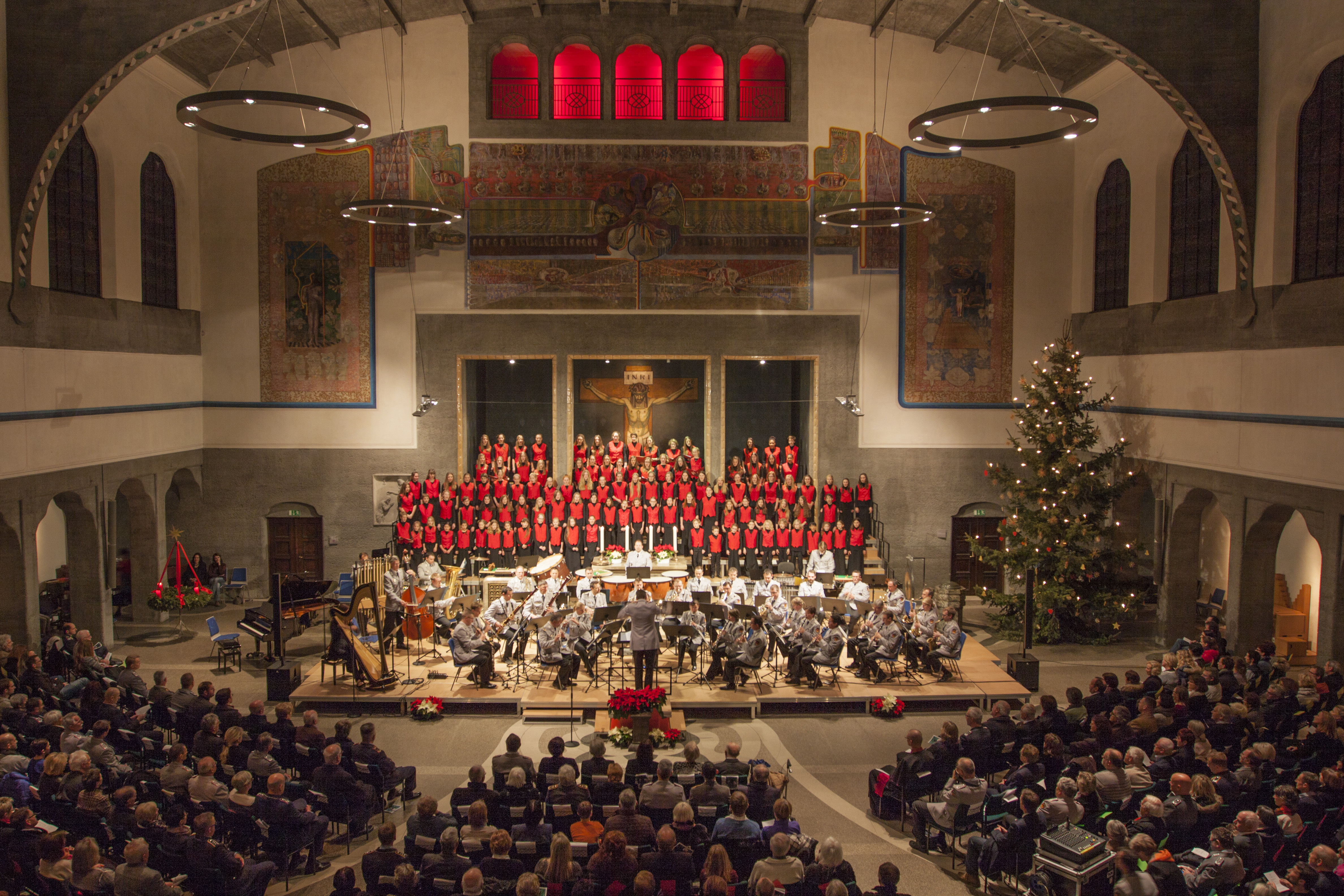
Gemeinschaftskonzert mit dem Ulmer Spatzen Chor im Dezember 2015

Im Jahr 2015 entstand in Zusammenarbeit mit Roberto Scafati, dem damaligen Ballettdirektor des Theaters Ulm, eine neue Musikshow. Diese präsentierte das Heeresmusikkorps Ulm zunächst im selben Jahr beim Royal Nova Scotia International Tattoo in Halifax, Kanada. Im darauffolgenden Jahr war es mit dieser Show als erstes deutsches Orchester zu Gast beim Ball der Offiziere in der Wiener Hofburg. 2016 erschien zum 60-jährigen Bestehen zudem die CD „Märsche – damals wie heute“. Die Zusammenarbeit mit dem Theater Ulm brachte außerdem zwei Gemeinschaftskonzerte mit dem Philharmonischen Orchester der Stadt Ulm in den Jahren 2015 und 2017, sowie im selben Jahr ein Gastdirigat von Generalmusikdirektor Timo Handschuh zuwege.
Seit März 2017 besteht eine Partnerschaft zwischen der Staatlichen Hochschule für Musik und Darstellende Kunst Mannheim mit ihrem „Landeszentrum für Dirigieren“ und dem Heeresmusikkorps Ulm. In diesem Zusammenhang steht das Musikkorps dem Studiengangsleiter Hermann Pallhuber und seinen Studierenden im Studiengang „Blasorchesterleitung“ regelmäßig als Lehrgangsorchester zur Verfügung. Eine Kooperation mit dem Musikverlag Rundel führte zur Einspielung der Tonträger „Euphoria“ (2017) und „Sympatria“ (2018).
Als bislang einziges der derzeit bestehenden deutschen Militärorchester nahm das Ulmer Musikkorps 2018 beim Basel Tattoo teil und präsentierte dort eine abgewandelte Form seiner Show. Im selben Jahr gehörte das Heeresmusikkorps Ulm auch zum Cast der zweiten Auflage des Musikfestes der Bundeswehr im ISS Dome, Düsseldorf.
Oberstleutnant Prock verließ Ende September 2019 das Ulmer Musikkorps gen Norden, um dort die Neuaufstellung des Marinemusikkorps Wilhelmshaven zu organisieren und dessen Leitung zu übernehmen. Anfang Oktober übernahm Hauptmann Dominik Koch – als Seiteneinsteiger mit Masterabschluss im Fach Blasorchesterleitung – die Amtsgeschäfte als 2. Musikoffizier und stellvertretender Leiter. Aufgrund eines besonderen Bedarfs im Zuge der Neuaufstellung eines Musikkorps wurde im Januar 2020 schließlich Oberstleutnant Lutz Bammler, bis 2014 Leiter des Marinemusikkorps Nordsee und seitdem Reserveoffizier, neuer Leiter des Heeresmusikkorps Ulm. Im Rahmen des Kommandowechsels am 13. Dezember 2021 wurde Oberstleutnant Bammler dann in den Ruhestand verabschiedet und Hauptmann Koch zum Leiter des Musikkorps ernannt.
Das erste Großprojekt unter musikalischer Leitung von Hauptmann Dominik Koch war im Jahr 2019 die Aufführung von Karl Jenkins’ Friedensmesse „The Armed Man“. Die Aufführung im Rahmen der Spendenaktion „100.000 und Ulmer helft“ unter Beteiligung des Kanti-Chors Chur und des Basel Tattoo Chors durfte sich über ein vollbesetztes Congress Centrum Ulm freuen.
Während der COVID-19-Pandemie wurden in Deutschland Militärmusiker – darunter auch Mitglieder des Heeresmusikkorps Ulm – zu „Community Health Workers“ ausgebildet, um bei Bedarf im Rahmen der Amtshilfe das zivile Gesundheitswesen zu unterstützen. Ab November 2020 kamen Soldatinnen und Soldaten des Ulmer Musikkorps dann in mehreren Gesundheitsämtern zum Einsatz – darunter Biberach, Ebersberg, Mindelheim, München und Sigmaringen.
Im Jahr 2022 war das Heeresmusikkorps Ulm Teil des internationalen Eksjö Tattoos in Schweden und umrahmte in Ägypten die Gedenkveranstaltung für die Kriegstoten der Schlachten von El Alamein, die sich zum 80. Mal jährten. Daneben war es mit Workshops und einem Konzert Teil der ersten Blasorchester-Messe „BRAWO“ in Stuttgart und publizierte einen Imagefilm über den Alltag und die Arbeit eines Musikkorps.
2023 war die renommierte Königliche Militärkapelle „Johan Willem Friso“ aus den Niederlanden zu Gast in Ulm und gestaltete mit dem Heeresmusikkorps ein Saal- sowie ein Platzkonzert. Den Tag der Deutschen Einheit durfte das Ulmer Musikkorps auf Anfrage der Deutschen Botschaft Washington und des Bundeswehrkommandos USA und Kanada mit mehreren Veranstaltungen in den Vereinigten Staaten von Amerika umrahmen. Dabei feierte die neuformierte Modern Brass Band „Rambazamba“ ihre Premiere.

## Leitung
| Zeitraum                                  | Dienstgrad     | Name                  |
| ----------------------------------------- | -------------- | --------------------- |
| 1956–1967                                 | Major          | Emmo Mittmann         |
| 1967–1973                                 | Oberstleutnant | Josef Hoser           |
| 1973–1979                                 | Major          | Georg Czerner         |
| 1979–1987                                 | Major          | Simon Dach            |
| 1987–1991                                 | Oberstleutnant | Eberhard von Freymann |
| 1991–1995                                 | Oberstleutnant | Volker Wörrlein       |
| 1995–2001                                 | Oberstleutnant | Wolfgang Rödiger      |
| 2001–2003                                 | Oberstleutnant | Michael Wintering     |
| 2003–2006                                 | Oberstleutnant | Wilhelm Bruckhaus     |
| 2006–2012                                 | Oberstleutnant | Christian Weiper      |
| 2012–2019                                 | Oberstleutnant | Matthias Prock        |
| Oktober bis Dezember 2019 (kommissarisch) | Hauptmann      | Dominik Koch          |
| 2020–2021                                 | Oberstleutnant | Lutz Bammler          |
| seit 2021                                 | Major          | Dominik Koch          |

## Besetzungen
Das Heeresmusikkorps kann auch von Verbänden, Vereinen der Öffentlichkeit, Kommunen, Mandatsträger und Bürgern angefordert werden. Der Reinerlös der Veranstaltung muss einem im Voraus bekannt gegebenen und wohltätigen Zweck zugeführt werden.
- Sinfonisches Blasorchester
- Egerländer Besetzung
- Modern Brass Band „Rambazamba“
- Blechbläserensemble
- Klassisches Bläserquintett
- Saxophonquartett
- Klarinettenquartett
- Holzbläsertrio „Trio frais“

## Wappen
| | Altes Verbandsabzeichen |
| | Blasonierung: „Silber-blau schrägrechts geteilt mit goldenem Schildfuß: in Silber ein roter Schild mit einer Lyra, darüber der Name „Heeresmusikkorps“ in schwarzen Buchstaben auf goldenem Faden; in Blau eine silberne Kirche in gotischem Stil (Ulmer Münster); im Schildfuß das Wappen des Streitkräfteamts zwischen den Worten „Ulm“ und „Donau“ in schwarzen Buchstaben.“ |
| Wappenbegründung: Das Wappen des Streitkräfteamts verweist auf die seit 2014 bestehende Zugehörigkeit zur Streitkräftebasis. Schwarz und Gelb sind die Farben des Bundeslandes Baden-Württemberg, Weiß und Blau die Farben des Freistaates Bayern. In diesen beiden Bundesländern ist das Korps hauptsächlich beheimatet. Das Münster von Ulm ist die von beiden christlichen Konfessionen benutzte Kirche, der Standort des Korps ist Ulm. Die Lyra weist das Korps als Militärmusikdienstleister aus. | |

Bis 2013 trug das Wappen anstelle des Wappens des Streitkräfteamtes im Schildfuß das Wappen der 10. Panzerdivision, den staufischen Löwen. Im Wappenkopf stand zusätzlich hinter dem Wort Heeresmussikkorps noch die Zahl 10.
In der Zwischenzeit wurde, neben dem Verbandsabzeichen, in der Außendarstellung auch noch ein blaues Logo mit Kirchtürmen und dem Schriftzug Heeresmussikkorps Ulm verwendet.
Seit Ende des Jahres 2022 trägt das Heeresmusikkorps Ulm ein neues Verbandsabzeichen.
| | Neues Verbandsabzeichen |
| | Blasonierung: „Mit weißem Saum bordiert, gespalten von Blau und Grau, überdeckt von einer weißen gotischen Kirche, auf orangefarbenem gebogenen Schildfuß, stehend eine blaue Lyra.“ |
| Wappenbegründung: Das Wappenschild hat eine gotische Form, mit zwei zunächst parallelen, dann im Schildfuß spitz zulaufenden Seiten. Der Bord trägt den Farbton Cremeweiß als die Waffenfarbe des Militärmusikdienstes der Bundeswehr. Grau weist das Musikkorps als Heeresuniformträger aus. Orange verweist auf die Streitkräftebasis, unter deren Dach der Militärmusikdienst organisiert ist. Somit versteht sich das Heeresmusikkorps Ulm als Teil der Bundeswehr mit ihren Idealen und Werten. Die Dienststelle ist streitkräfteübergreifender Dienstleister und Repräsentant der Streitkräfte in der öffentlichen Wahrnehmung. Die Kirche, ebenfalls in Cremeweiß gehalten, symbolisiert das Ulmer Münster – das Wahrzeichen der Garnisonsstadt Ulm. Mit deren Partnerstadt Neu-Ulm bildet sie die Heimat des Musikkorps. Die Farbe Blau steht für die Donau, an deren Ufern diese beiden Städte liegen. Die beiden Städte schlagen sinnbildlich und der gebogene Schildfuß symbolisch die verbindende Brücke zwischen Baden-Württemberg und Bayern. In beiden Bundesländern ist das Heeresmusikkorps Ulm zuhause. Die Lyra als universelles Zeichen der Musik unterstreicht das Selbstverständnis des Ulmer Korps. | |

## Tonträger
- Sympatria (2018)
- Euphoria (2017)
- Märsche – damals wie heute (2016)
- Rhythm & Moods (2014, Leitung: Christoph Walter)
- Windkraft (2013)
- Aufwärts! (2010)
- Von Ällem Ebbes (2003, hdt.: Von allem etwas)
- Märsche mit dem Heeresmusikkorps 10
- Swingin’ Ulm (1997)
- Schwäbische Spezialitäten (1985)
- Traditionsmärsche der 10. Panzerdivision (1985)
- Am Donaustrand
- Harmoniemusik aus drei Jahrhunderten (1984)
- Melodienzauber (1978)